# Кюлахли (дем Синтика)
 Тази статия е за селото във Валовищко.  За селото в Кукушко вижте Кюлахли.  
Кюлахли, още Кюлехли или Кюлекли (на гръцки: Κορυφούδι, Корифуди, катаревуса: Κορυφούδιον, Корифудион, до 1927 година: Κιουλιχλή, Кюлихли), е село в Гърция, Егейска Македония, дем Синтика на област Централна Македония.

## География
Селото е разположено в на западния бряг на Бутковското езеро (Керкини), южно от Бутково (Керкини). Югоизточно над селото е разположен манастирът „Свети Георги“.

## История

### В Османската империя
През XIX век и началото на XX век Кюлахли е село в Сярската каза на Османската империя. В „Етнография на вилаетите Адрианопол, Монастир и Салоника“, издадена в Константинопол в 1878 година и отразяваща статистиката на населението от 1873 година, Кулахлии (Kulahlii) е посочено като село с 19 домакинства, с 42 жители мюсюлмани.
Според статистиката на Васил Кънчов („Македония. Етнография и статистика“) от 1900 година селото Кюлакли брои 80 жители, всички турци.

### В Гърция
Селото е освободено от български части по време на Балканската война в 1912 година, но след Междусъюзническата война от 1913 година остава в пределите на Гърция.